# 컴퓨터 음악
컴퓨터 음악 또는 컴퓨터 뮤직(computer music)은 작곡가들이 새 음악을 만드는 것을 돕거나 컴퓨터가 독립적으로 음악을 만들 수 있도록 하기 위해(예: 알고리즘 작곡 프로그램) 컴퓨팅 기술을 작곡에 응용하는 것이다. 기존의 것과 새로운 컴퓨터 소프트웨어 기술의 이론 및 응용, 그리고 소리 합성, 디지털 신호 처리, 사운드 디자인, 소리 확산, 음향학, 음향심리학 등의 기본 개념을 포함한다. 컴퓨터 음악 분야는 전자 음악의 기원과 20세기 들어 매우 초창기의 전자 악기의 실험 및 혁신에 그 뿌리를 두고 있다.
2000년대에 고속 처리가 가능한 가정용 컴퓨터의 가격이 상대적으로 저렴해지고 대중화되면서 개러지밴드에서부터 프로 툴스에 이르는 디지털 오디오 레코딩 시스템을 사용한 홈 레코딩의 성장이 두드러졌으며, 이 용어는 디지털 기술을 사용하여 만든 음악 또한 의미하게 되었다.

## 컴퓨터 작곡
음악을 작곡하는 데 기계를 사용하려는 발상은 최근에 생겨난 것은 아니다. 이미 17세기 런던에 살던 사무엘 피프스란 사람이 만든 작곡 기계가 지금도 케임브리지대학에 남아 있다. 어쨌든 명령받은 대로 일을 하는 것은 컴퓨터에게 아주 쉬운 일이며, 작곡에 관한 원칙을 짜넣은 프로그램이 개발되어 있다. 또 프로그램의 일부를 바꿔 줌으로써, 그 때마다 다른 작품을 만들어 낼 수도 있다.   1955년에 처음으로 음악 작곡에 컴퓨터가 이용되었는데, 컴퓨터가 작곡한 음악은 인간이 작곡한 음악만큼 인기가 없었다. 그것은 아마 컴퓨터가 인간의 예술적 재능을 흉내낼 수 없기 때문이거나, 아니면 좋은 음악을 작곡시킬 만큼 세련된 프로그램이 아직 개발되지 않았기 때문일 것이다. 하지만 최근에는 컴퓨터를 이용한 작곡이 급증하고 있고, 새로운 기법을 도입한 신세대 음악가들에 의해 다양한 모습이 선보이고 있다.

## 같이 보기
- 칩튠
- 디지털 오디오 워크스테이션
- 전자 음악
- 고속 푸리에 변환
- 인간-컴퓨터 상호작용
- 악보 작성 프로그램
- 시퀀서
- 샘플링 (음악)
- 신시사이저
- 베이퍼웨이브
- 비디오 게임 음악
- 보컬로이드

## 참고 문헌
- Ariza, C. 2005. "Navigating the Landscape of Computer-Aided Algorithmic Composition Systems: A Definition, Seven Descriptors, and a Lexicon of Systems and Research." In Proceedings of the International Computer Music Conference. San Francisco: International Computer Music Association. 765–772.
- Ariza, C. 2005. An Open Design for Computer-Aided Algorithmic Music Composition: athenaCL. Ph.D. Dissertation, New York University.
- Berg, Paul (1996). “Abstracting the Future: The Search for Musical Constructs”. 《Computer Music Journal》 20 (3): 24–27. doi:10.2307/3680818. JSTOR 3680818.
- Boulanger, Richard, 편집. ( 6 March 2000). 《The Csound Book: Perspectives in Software Synthesis, Sound Design, Signal Processing, and Programming》. The MIT Press. 740쪽. ISBN 978-0-262-52261-8.  2 January 2010에 원본 문서에서 보존된 문서.  3 October 2009에 확인함.
- Chadabe, Joel. 1997. Electric Sound: The Past and Promise of Electronic Music. Upper Saddle River, New Jersey: Prentice Hall.
- Chowning, John. 1973. "The Synthesis of Complex Audio Spectra by Means of Frequency Modulation". Journal of the Audio Engineering Society 21, no. 7:526–34.
- Collins, Nick (2009). 《Introduction to Computer Music》. Chichester: Wiley. ISBN 978-0-470-71455-3.
- Dodge, Charles; Jerse (1997). 《Computer Music: Synthesis, Composition and Performance》. Thomas A. 2판. New York: Schirmer Books. 453쪽. ISBN 978-0-02-864682-4.
- Doornbusch, P. 2015. "A Chronology / History of Electronic and Computer Music and Related Events 1906 - 2015 보관됨 2020-08-18 - 웨이백 머신"
- Doornbusch, P. 2017. "MuSA 2017 – Early Computer Music Experiments in Australia, England and the USA"
- Heifetz, Robin (1989). 《On the Wires of Our Nerves》. Lewisburg Pa.: Bucknell University Press. ISBN 978-0-8387-5155-8.
- D. Herremans; C.H. Chuan; E. Chew (2017). “A Functional Taxonomy of Music Generation Systems”. 《ACM Computing Surveys》 50 (5): 69:1–30. arXiv:1812.04832. doi:10.1109/TAFFC.2017.2737984.
- Manning, Peter (2004). 《Electronic and Computer Music》 revis a expa판. Oxford Oxfordshire: Oxford University Press. ISBN 978-0-19-517085-6.
- Perry, Mark, and Thomas Margoni. 2010. "From Music Tracks to Google Maps: Who Owns Computer-Generated Works?". Computer Law and Security Review 26: 621–29.
- Roads, Curtis (1994). 《The Computer Music Tutorial》. Cambridge: MIT Press. ISBN 978-0-262-68082-0.
- Supper, Martin (2001). “A Few Remarks on Algorithmic Composition”. 《Computer Music Journal》 25: 48–53. doi:10.1162/014892601300126106.
- Xenakis, Iannis (2001). 《Formalized Music: Thought and Mathematics in Composition》. Harmonologia Series No. 6. Hillsdale, NY: Pendragon Pr. ISBN 978-1-57647-079-4.